# Hecatera canariensis
Hecatera canariensis är en fjärilsart som beskrevs av Rudolf Pinker 1971. Hecatera canariensis ingår i släktet Hecatera och familjen nattflyn. Inga underarter finns listade i Catalogue of Life.